# 282 (số)
282 (hai trăm tám mươi hai) là một số tự nhiên ngay sau 281 và ngay trước 283.